# Coniceps niger
Coniceps niger is een vliegensoort uit de familie van de Richardiidae. De wetenschappelijke naam van de soort is voor het eerst geldig gepubliceerd in 1873 door Loew.